# ماشانتوكيت (كونيتيكت)
ماشانتوكيت هو مكان مخصص للتعداد في الجزء الشمالي الشرقي من مدينة ليديارد، مقاطعة نيو لندن، كونيتيكت، الولايات المتحدة.